# ادمون أدولف دي روتشيلد
ادمون أدولف دي روتشيلد (بالفرنسية: Edmond de Rothschild)‏ هو محامي فرنسي، ولد في 30 سبتمبر 1926 في باريس في فرنسا، وتوفي في 2 نوفمبر 1997 في بريني شامبيزي ‏ في سويسرا بسبب نفاخ رئوي.

## وصلات خارجية
- ادمون أدولف دي روتشيلد على موقع مونزينجر (الألمانية)